# 刻赤半島戰役

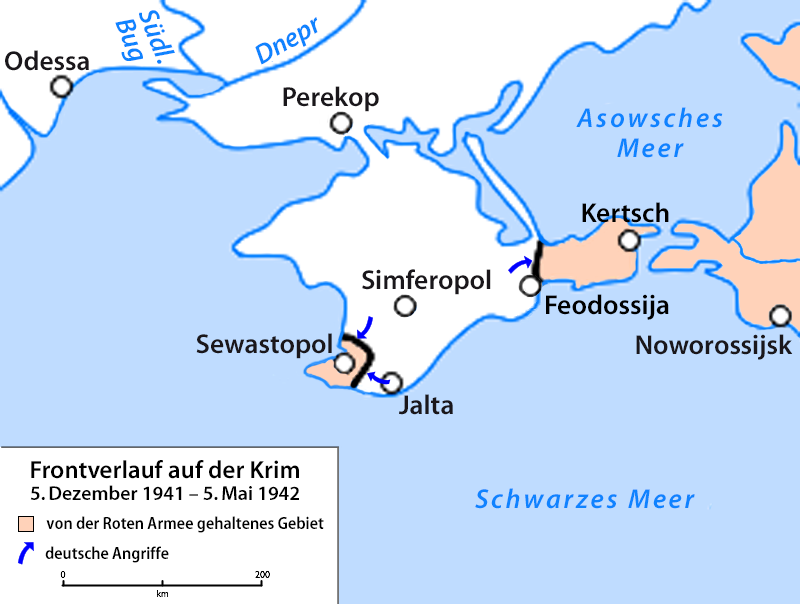
1942年5月初克里米亞戰線圖

刻赤半島戰役 （德語：Unternehmen Trappenjagd）是第二次世界大戰中納粹德國南方集团军群及羅馬尼亞軍隊向防守克里米亞半岛東部刻赤半島的苏克里米亚方面军而發起的进攻戰役，戰事從1942年5月8日进行到5月18日。軸心國軍在戰役中幾乎完全消滅蘇軍，蘇軍損失了3個集团军（第44、第47及第51集团军）21個師，共有超過160,000人陣亡或被俘。
在刻赤半岛的行動是德軍即將實施的夏季攻勢的一部份，及它的成功令軸心國可以在之後數月間成功攻佔塞瓦斯托波爾。
一部份蘇軍生還者拒絕投降并在之後數月間堅持戰鬥，因而導致德軍的大屠殺。

## 外部連結
- Dispositions before the offensive Archive.today的存檔，存档日期2013-01-02
- Another map of dispositions （页面存档备份，存于）
- Map of advances during the offensive （页面存档备份，存于）
- Map: Progress May 08 - May 9 Archive.today的存檔，存档日期2013-01-02
- Map: Progress May 10 - May 11 Archive.today的存檔，存档日期2013-01-01
- Map: Progress May 12 - May 20 Archive.today的存檔，存档日期2013-01-02
- Tables of Soviet tank strength （页面存档备份，存于）